# Ulrich Ramé
Ulrich Ramé (Nantes, Francia, 19 de septiembre de 1972) es un exfutbolista y entrenador francés, que jugaba en la posición de guardameta. Actualmente está libre tras dejar el Girondins de Burdeos.

## Carrera como jugador
Tras seis años en el Angers SCO, se unió al Girondins de Burdeos de la Liga de su país en 1997. Se convirtió en el segundo guardameta de la Selección de fútbol de Francia tras el retiro de Bernard Lama, pero con la llegada de Fabien Barthez, Grégory Coupet y Mickaël Landreau, el técnico nacional Raymond Domenech lo dejó relegado. Tras 14 años en el Stade Chaban-Delmas, colgó los guantes siendo jugador del CS Sedan Ardennes.

### Selección francesa
Ramé jugó su primer partido con la Selección el 9 de junio de 1999 contra Andorra en el que vencieron 1-0. Fue campeón de la Eurocopa del 2000 a pesar de no haber jugado ningún partido, y ganó también la Copa Confederaciones del 2001. Asimismo, fue parte de la escuadra francesa que disputó la Copa Mundial de Fútbol de 2002.
No volvió a jugar por el equipo nacional luego de cometer un gran error ante la República Checa el 12 de febrero de 2003.

#### Participaciones en Copas del Mundo
| Mundial                        | Sede                  | Resultado    |
| ------------------------------ | --------------------- | ------------ |
| Copa Mundial de Fútbol de 2002 | Corea del Sur y Japón | Primera fase |

#### Participaciones en Copa FIFA Confederaciones
| Copa                           | Sede                  | Resultado |
| ------------------------------ | --------------------- | --------- |
| Copa FIFA Confederaciones 2001 | Corea del Sur y Japón | Campeón   |

#### Participaciones en Eurocopas
| Eurocopa      | Sede                   | Resultado |
| ------------- | ---------------------- | --------- |
| Eurocopa 2000 | Bélgica y Países Bajos | Campeón   |

## Carrera como entrenador
El 14 de marzo de 2016, sustituyó a Willy Sagnol al frente del Girondins de Burdeos.

## Clubes

### Como jugador
| Club                 | País    | Año       |
| -------------------- | ------- | --------- |
| Angers SCO           | Francia | 1991-1997 |
| Girondins de Burdeos | Francia | 1997-2011 |
| CS Sedan Ardennes    | Francia | 2011-2013 |

### Como entrenador
| Club                 | País    | Año  | P | PG | PE | PP | % v. |
| -------------------- | ------- | ---- | - | -- | -- | -- | ---- |
| Girondins de Burdeos | Francia | 2016 | 8 | 3  | 3  | 2  | 37.5 |
| Fuente               |         |      |   |    |    |    |      |

## Palmarés

### Campeonatos nacionales
| Título                     | Club    | País    | Año  |
| -------------------------- | ------- | ------- | ---- |
| Ligue 1                    | Burdeos | Francia | 1999 |
| Copa de la Liga de Francia | Burdeos | Francia | 2002 |
| Copa de la Liga de Francia | Burdeos | Francia | 2007 |
| Supercopa de Francia       | Burdeos | Francia | 2008 |
| Copa de la Liga de Francia | Burdeos | Francia | 2009 |
| Ligue 1                    | Burdeos | Francia | 2009 |

### Campeonatos internacionales
| Título                    | Equipo (*)           | Sede                   | Año  |
| ------------------------- | -------------------- | ---------------------- | ---- |
| Eurocopa                  | Selección de Francia | Bélgica y Países Bajos | 2000 |
| Copa FIFA Confederaciones | Selección de Francia | Corea del Sur y Japón  | 2001 |